# Richtrohrmikrofon
Der Begriff Richtrohrmikrofon (englisch shotgun mic "Shotgunmikrofon") kurz Richtrohr oder auch Interferenzmikrofon bezeichnet eine Mikrofonbauform mit besonderer akustischer Funktionsweise, bei der der Mikrofonkörper durch ein vorgebautes Interferenzrohr konzeptioneller Teil der Bauform ist. Ein Richtrohrmikrofon hat eine ausgeprägte Keulencharakteristik.

Richtcharakteristik Keule

## Funktionsweise
Einem Druckgradientenmikrofon wird ein nach vorn offenes Interferenzrohr vorgesetzt, das seitlich mit Schlitzen oder Bohrungen versehen wurde. Dies bewirkt eine deutliche Richtwirkung nach vorn im Bereich mittlerer und hoher Frequenzen.

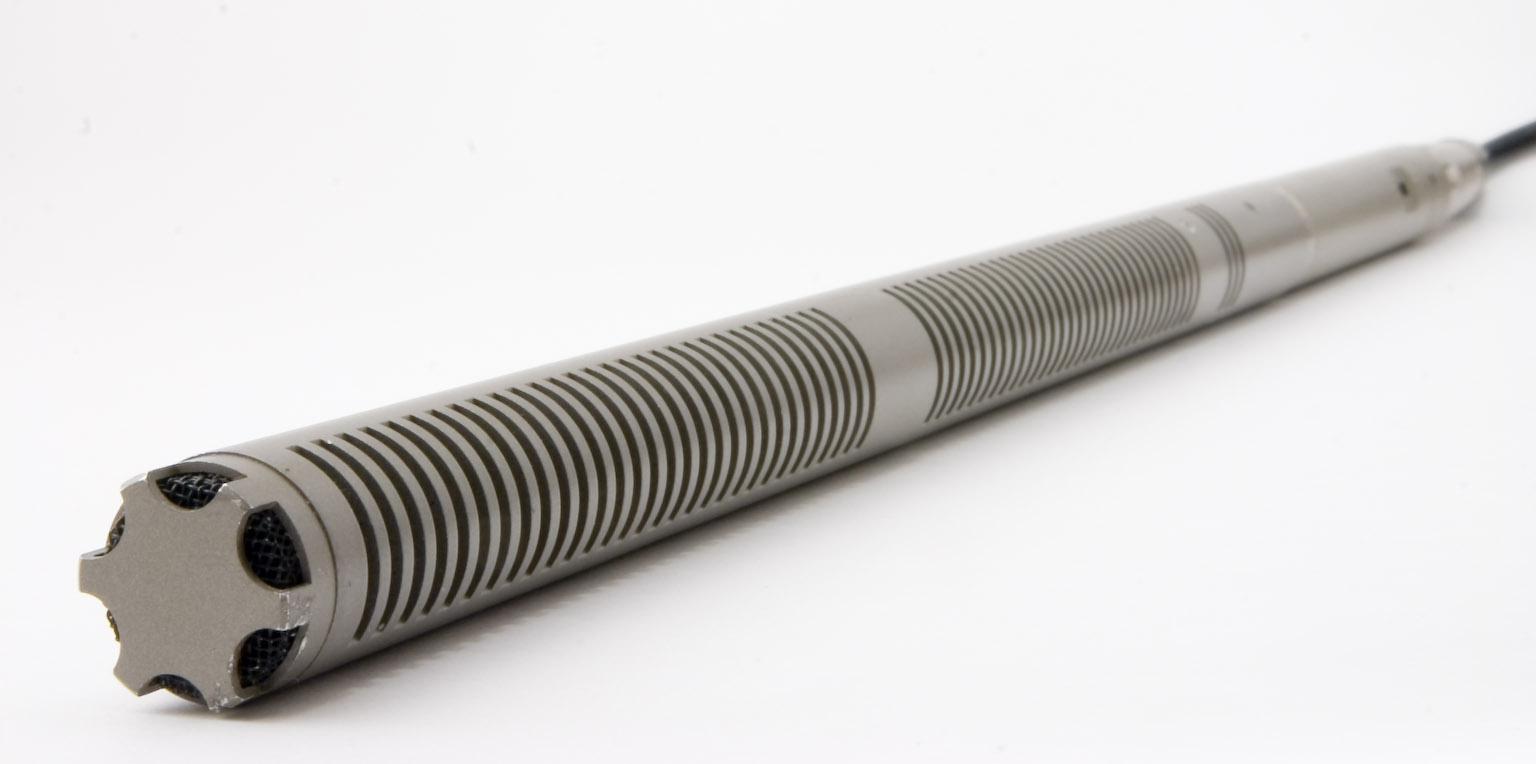
Interferenz- oder Richtrohrmikrofon

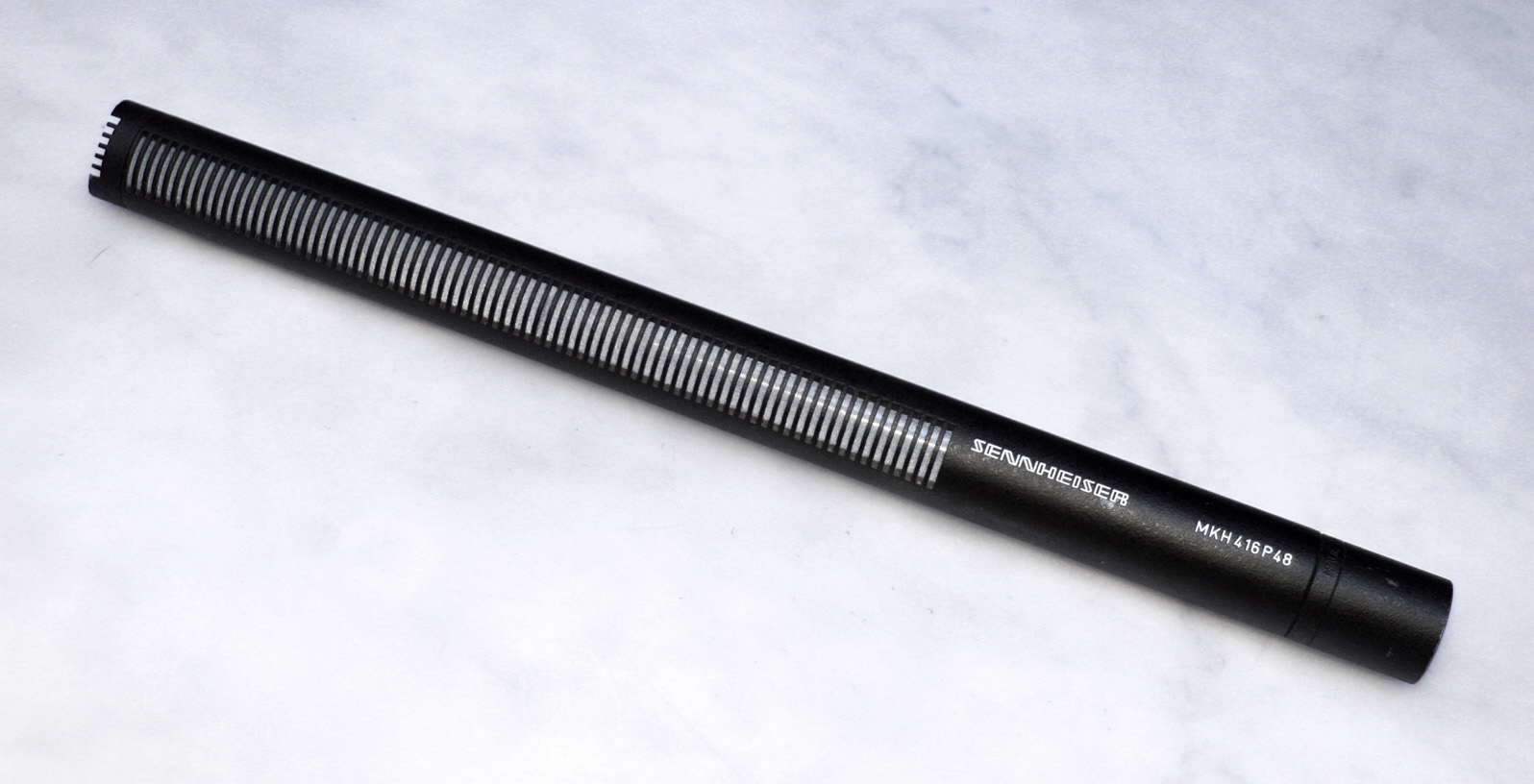
Sennheiser MKH 416

Die Mikrofonkapsel in Druckgradientenbauweise hat zunächst eine Nieren- oder Hypernierencharakteristik. Schallwellen, die aus 0°-Richtung entlang der Rohrlängsachse eintreffen, addieren sich gleichphasig am Rohrende. Schallwellen, die nicht frontal auf das Interferenzrohr treffen, werden durch die seitlichen Schlitze ins Rohr hinein gebeugt. Es kommt zur Phasenverschiebung; Interferenz (Überlagerung) führt bei dem seitlich eintreffenden Schall zur Auslöschung innerhalb des Rohres. Aufgrund dieses Funktionsprinzips werden Richtrohrmikrofone auch als Interferenzmikrofone oder Interferenzempfänger bezeichnet.

Die tiefste Frequenz, bei der diese Auslöschung funktioniert, richtet sich nach der Länge des eingesetzten Richtrohres; Die Bündelung funktioniert in etwa ab der Frequenz, deren Wellenlänge der Richtrohrlänge entspricht.

Rechenbeispiel: Soll das Richtrohr ab etwa 100 Hz wirksam sein, so ist die Wellenlänge bei Schallgeschwindigkeit c = 343 m/s bei 20 °C:
{\displaystyle {\frac {343\,\mathrm {m} /\mathrm {s} }{100/\mathrm {s} }}=3{,}43\,\mathrm {m} }
Man würde also eine Richtrohrlänge von deutlich über 3 m brauchen. Aus Gründen der Handlichkeit ergibt sich die wirksame Keulencharakteristik bei den gängigen Richtrohrlängen von 0,3 m erst oberhalb 1 kHz und nimmt zu höheren Frequenzen hin zu. Unterhalb 1 kHz entspricht die Richtwirkung die der Mikrofonkapsel – eine Nieren- oder Hypernierencharakteristik. Streng genommen hat das Richtrohrmikrofon daher zwei Richtcharakteristiken.
Als Druckgradientenmikrofon klingt das Richtrohrmikrofon recht tiefenarm. Bei Beschallung aus der Nähe reagiert es mit einer deutlichen Bassanhebung (Nahbesprechungseffekt). Gelegentlich wird es daher auch als Reportagemikrofon (Handmikrofon) eingesetzt. Üblich sind Wandlertechniken nach dem Prinzip des Kondensator- oder Elektretmikrofons.

## Praktischer Einsatz
Richtrohrmikrofone eignen sich vor allem für Situationen, in denen eine Mikrofonierung aus nächster Nähe (meistens aus optischen Gründen) nicht infrage kommt:
- Stützmikrofonierung aus der Distanz auf Theaterbühnen und Orchesteraufnahmen
- Unsichtbares Mikrofon bei Kino-, Film- und Fernsehaufnahmen („Tonangel“)
- Aufsteck-Richtmikrofon an Video- und Filmkameras
- Telemetriemessung an schnell fliegenden Objekten
- Lauschmikrofon bei Sportveranstaltungen, z. B. im American Football

Neben dem Wort „Richtrohrmikrofon“ gibt es das Wort „Rohrrichtmikrofon“ mit der gleichen Bedeutung. Bei Camcordern und Fernsehkameras oft als Zubehör angeboten, führt das Richtrohr zu Hoffnungen, die in der Praxis oft nicht erfüllt werden. Der häufige Vergleich mit einem Teleobjektiv und der Möglichkeit des Heranzoomens ist nicht zutreffend, weil kein Richtmikrofon den auf seiner Achse einfallenden Schall verstärkt. Die Richtwirkung kommt daher, dass der Schall aus anderen Richtungen unterdrückt wird. Im reflexionsarmen Raum kann man mit einer Kugel genauso gut „entfernte“ Schallquellen aufnehmen, wie mit einem beliebig gerichteten Mikrofon. Erst durch reflektierten Raumschall oder durch seitlichen Störschall ergibt sich ein Nutzen bei der Verwendung von Richtmikrofonen. Auch wenn der diffuse Raumschall viel lauter ist, als der direkte Schall - sich das Mikrofon außerhalb des Hallradius befindet, funktioniert diese Auslöschung nicht mehr zuverlässig. Daher nimmt die effektive Richtwirkung jedes Richtmikrofons ab, wenn der Abstand zur Schallquelle größer wird und der Diffusfeldanteil dabei wächst.